# 2기 신도시
2기 신도시는 2003년 노무현 정부에서 서울 집값의 급등을 막기 위해 건설한 12곳의 신도시이다. 12곳 중 10곳은 수도권, 2곳은 충청권에 속한다.

## 목록

### 수도권
- 성남시: 판교신도시
- 화성시: 동탄1·2신도시
- 김포시: 한강신도시
- 파주시: 운정신도시
- 수원시·용인시: 광교신도시
- 양주시: 양주신도시
- 송파구 및 성남시·하남시: 위례신도시
- 평택시: 고덕국제신도시
- 인천 서구: 검단신도시

### 충청권
- 충남 천안시·아산시: 아산신도시
- 대전 서구·유성구: 도안신도시

## 상세

### 수도권
| [ 1 ]           | 판교신도시 | 동탄1신도시 | 동탄2신도시 | 한강신도시 | 운정신도시 | 광교신도시 | 양주신도시 | 위례신도시 | 고덕국제신도시 | 검단신도시 |
| --------------- | ---------- | ----------- | ----------- | ---------- | ---------- | ---------- | ---------- | ---------- | -------------- | ---------- |
| 면적(km2)       | 8.9        | 9.0         | 24.0        | 11.7       | 16.6       | 11.3       | 11.2       | 6.8        | 13.4           | 11.2       |
| 수용인구(천명)  | 88         | 126         | 286         | 167        | 217        | 78         | 163        | 110        | 140            | 184        |
| 인구밀도(인/ha) | 98         | 139         | 119         | 146        | 130        | 69         | 146        | 163        | 104            | 164        |
| 주택건설(천호)  | 29.3       | 41.5        | 116.5       | 61.3       | 88.2       | 31.3       | 63.4       | 44.8       | 57.2           | 74.7       |

2기 신도시들 중에서 동탄2신도시가 면적과 인구, 주택 수가 가장 많다. 인구밀도는 위례신도시가 가장 높으며, 광교신도시가 가장 낮다.

### 충청권
| [ 2 ]          | 아산신도시 | 도안신도시 |
| -------------- | ---------- | ---------- |
| 면적(km2)      | 8.8        | 6.1        |
| 수용인구(천명) | 86         | 69         |
| 주택건설(천호) | 33.3       | 24.5       |

## 비판
파주 운정, 화성 동탄, 김포 한강, 양주 옥정 · 회천 등 2기 신도시 대부분이 서울과 너무 멀 뿐만 아니라, 교통 인프라도 미흡하다는 것이 가장 큰 문제점으로 지적받는다. 1기 신도시는 서울에서 반경 20km 이내 건설되었는데, 2기 신도시는 판교, 위례를 제외하고 서울에서 반경 30~40km 정도에 건설되었다. 그 중에서도 위례신도시는 광역교통대책이 10년째 실현되지 않고 있다. 또한 김포 한강신도시는 버스가 유일한 대중교통 수단이며, 양주신도시 중 옥정지구는 지하철도 없고 서울 주요 업무지구로 향하는 광역버스조차 없다.
또한 편의시설이나 체육시설 등이 부족해, 단순 베드타운이라는 불만이 입주민들 사이에서 나왔다.
때문에 서울로 쏠리는 주거 수요를 분산하는 데 실패했다는 평가를 받으며, 일부 신도시는 한때 '미분양의 무덤'으로 불리기도 하였다.
예외적으로 판교신도시의 경우, 판교테크노밸리를 통해 새로운 일자리 공급에도 성공했고, 서울로의 접근성도 뛰어나 타 신도시들에 비해 서울의 수요 분산에 효과적으로 기여했다고 평가받는다.